# 奈培
奈培（英文：neper，符號：Np）是量度兩個相同單位之數量比例的單位，以發明對數的蘇格蘭數學家約翰·納皮爾命名。與相同性質的分貝（dB）一樣，這個單位並非正式的國際單位，但可用於國際單位制上。

## 換算
{\displaystyle 1\ {\mbox{Np}}=20\log _{10}e\ {\mbox{dB}}\approx 8{.}685889638\ {\mbox{dB}}\,}
{\displaystyle 1\ {\mbox{dB}}={\frac {1}{20\log _{10}e}}\ {\mbox{Np}}\approx 0{.}1151277918\ {\mbox{Np}}\,}